# Autorregulación periodística
La autorregulación periodística nace del compromiso voluntario de los agentes que participan en el proceso de comunicación y se dirige a complementar la libertad de los medios de comunicación con un uso responsable de la misma. No se trata de poner la comunicación al servicio de ninguna causa, sino más bien lo contrario: de prevenir que la comunicación y sus contenidos sean útiles bienes internos. Las diferentes formas de autorregulación periodística tienen su origen en la deontología profesional periodística.

## Autorregulaciónvs.censura
La libertad de acción de los periodistas y de los medios ha sido una conquista ardua y difícil que todavía representa un ideal en muchos lugares. Ahora, los medios, que se presentan como un poder de influencia, son los que disponen de la capacidad de seleccionar la información y los asuntos de interés que centran la atención de toda la sociedad. Muchos autores estudian el uso poco responsable al que pueden llegar los medios con el fin de obtener beneficios personales. Una vez que la legislación pone límites al derecho de la información, los medios deben preguntarse de qué manera ponen en acción su uso responsable. Por tanto, este procedimiento de autorregulación no tiene en absoluto que ver con la censura ni con la autocensura. 
La autorregulación no solo es completamente diferente a la censura sino que, incluso, cabe afirmar, que dentro de un marco de libertades ya garantizado, es la mejor defensa frente a ella: es a quien dispone de un criterio propio, públicamente reconocido, a quien resulta más difícil imponerle otro distinto e instrumentalizarlo.
Tampoco tiene nada que ver con la autocensura. La autocensura ocurre cuando quienes trabajan en los medios condicionan su labor cualificada como informadores o comunicadores por miedo a las repercusiones negativas que sobre ellos pueda tener su trabajo: temor a perder fuentes informativas, amistades o privilegios, a perder posibilidades de ascenso o incluso el propio trabajo. La autorregulación supone, más bien, un ejercicio de responsabilidad y por tanto de libertad, de compromiso con los fines y valores propios de la comunicación.
La autorregulación tampoco consiste en la imposición de unos contenidos morales frente a otros. Es esencial que la autorregulación sea siempre fruto del consenso más amplio posible, de la iniciativa conjunta del mayor número posible de agentes sociales. Las pautas éticas de la comunicación deben descansar, por tanto, en los presupuestos compartidos de una ética pública, en los valores y principios morales constitucionales de una sociedad democrática, así como en las particularidades específicas de la actividad comunicativa.
No se trata de normas coactivas, como las del derecho, sino de recomendaciones éticas, frente a las que siempre cabe la posibilidad de no seguirlas en determinadas circunstancias. Sin embargo, no debe pensarse que si cabe interpretarlas o saltárselas en ocasiones, entonces esas pautas éticas no sirven para nada. El profesional o el medio que se las salte debe dar una buena justificación que pueda ser aceptada por los demás.
La finalidad y la efectividad de la autorregulación deben medirse con arreglo a los retos y las complejidades de la sociedad actual, no con arreglo a supuestos irrealizables.
La autorregulación debe reducir la brecha que se ha abierto entre el poder y la libertad de los medios. Se trata de plantear una exigencia cotidiana de mayor cuidado por parte de quienes los poseen, hacen, protagonizan o consumen, es decir, por parte de todos.
Los mecanismos y las figuras que suelen utilizarse para aplicar la autorregulación son:
- Código deontológico
- Convenio de autorregulación
- Guía de estilo
- Estatuto de redacción
- Defensor del lector o defensor del público
- Libro de estilo
- Principio editorial
- Consejo de prensa
- Consejo audiovisual
- Declaración
- Manifiesto

Según Loeffler, “los organismos de autocontrol de la prensa son instituciones creadas por y para la prensa, en el seno de los cuales, periodistas y editores, adoptando libremente sus decisiones, y siendo responsables únicamente ante su propia conciencia, cooperan a fin de preservar la existencia de relaciones equilibradas y leales entre la prensa de un lado y el Estado y la sociedad del otro”.

## Funciones básicas de la autorregulación periodística
Lo distintivo de la autorregulación es que tanto su puesta en marcha como su funcionamiento y efectividad dependen del compromiso voluntario de los sujetos implicados en el proceso de comunicación. Es necesaria la creación de normas que sean capaces de guiar la actividad periodística y hacerla efectiva a través de los códigos deontológicos. Intenta conseguir en la medida de lo posible que se den las condiciones necesarias para el desarrollo de las normas descritas con anterioridad en la práctica. 
Además, los defensores del lector o los consejos de prensa deben dar a conocer los posibles errores acaecidos en el seno del medio sin poder rechazar la responsabilidad que conlleva la transparencia y ser sujetos del veredicto público. La autorregulación de la prensa implica un desplazamiento del ajuste normativo del funcionamiento de los medios desde el Estado a la sociedad civil. 
Por ello, la autorregulación periodística tiene repercusión social en el momento en que los ciudadanos se convierten en los receptores de la práctica periodística y en agentes denunciantes de las malas conductas derivadas del trabajo. Esta peculiaridad permite que el público confíe más en la profesión. 
Por tratarse de una iniciativa de la sociedad ciudadana que se concreta en una regulación deontológica, la única capacidad coactiva de la autorregulación descansa en su eco en la opinión pública. El estudio de las situaciones conflictivas en los medios lleva a las prácticas y al público a establecer cauces de aprendizaje. Al mismo tiempo, los medios evolucionan progresivamente y el conocimiento de los códigos por parte de las personas también se desarrollan paulatinamente.
La autorregulación cumple una valiosa función como complementación del derecho, y presenta algunas ventajas respecto a este. La ley se aplica con carácter universal, igual para todos los casos, y resulta imposible regular todas las situaciones en las que se puede encontrar un sujeto informativo. En cambio, la autorregulación posee mecanismos para evaluar cuestiones específicas de la comunicación, como la redacción de un titular o el contexto de una noticia.

Entre las diferentes formas de autorregulación, encontramos las siguientes.

## Libros de estilo
El libro de estilo está formado por todas las normas formales o técnicas de estilo y redacción del medio que son claramente diferenciables a los de otros medios de la competencia, unificando a la vez su propio estilo. 
- Datos: Q5712831